# Itália nos Jogos Olímpicos de Verão de 1928
A Itália participou dos Jogos Olímpicos de Verão de 1928 em Amsterdã, nos Países Baixos.